# Ꝥ
Das Ꝥ (kleingeschrieben ꝥ) ist ein Buchstabe des lateinischen Schriftsystems. Er besteht aus einem Þ (Thorn), bei dem, im Gegensatz zum Ꝧ, dem Thorn mit durchgestrichenem unteren Teil des Stammes, der obere Teil des Stammes durchgestrichen ist.
Das Zeichen wird in zahlreichen zeitgenössischen altnordischen und altenglischen Schriften benutzt. Im Altenglischen wird es als Abkürzungszeichen für das Pronomen þæt (dies, das) verwendet, im Altnordischen steht es für das verwandte Wort þat.

## Darstellung auf dem Computer
Unicode kodiert das Ꝥ an den Codepunkten U+A764 (Großbuchstabe) und U+A765 (Kleinbuchstabe).